# ساعت گرگ
ساعت گرگ (انگلیسی: The Wolf Hour) یک فیلم است که در سال ۲۰۱۹ منتشر شد.